# 栄昊
栄 昊（漢音読み：えい こう、簡体字：荣昊、繁体字：榮昊、拼音：Róng Hào、Rong Hao、1987年4月7日 - ）は、中華人民共和国・湖北省武漢市出身の元サッカー選手。現役時代のポジションはミッドフィールダー。

## 経歴

### クラブ

#### 広州恒大
2012年、杭州緑城から広州恒大へ完全移籍した。移籍金は1200万元である。
2009年に代表デビュー、当初は左サイドバックで起用されていたが、広州恒大では両サイドMFで攻撃的に起用されている。

## タイトル

### クラブ
広州恒大
- AFCチャンピオンズリーグ：2回 (2013, 2015)
- 中国サッカー・超級リーグ：6回 (2012, 2013, 2014, 2015, 2016, 2017)
- 中国FAカップ：2回 (2012, 2016)
- 中国サッカー・スーパーカップ：3回 (2016, 2017, 2018)

武漢三鎮
- 中国サッカー・甲級リーグ：1回 (2021)